# Костицький Михайло Васильович
Костицький Михайло Васильович (нар. 14 січня 1948 у с. Заріччя, Надвірнянський район, Станіславська область) — український правник, доктор юридичних наук (1990), професор (1994), академік НАПрНУ (Відділ теорії та історії держави і права, 07.1993), член-кореспондент НАПНУ (Відділ психології, вікової фізіології та дефектології, 11.1992); Національна академія внутрішніх справ, професор кафедри філософії права і юридичної логіки.

## Життєпис
Народився 11 листопада 1947 року у селі Заріччя, Надвірнянський район, Івано-Франківська область); українець; батько Василь (1919—2005); мати Софія (1925—1992); дружина Наталія  — доктор юридичних наук, старший науковий співробітник, заслужений юрист України; дочки Марія (1979), Анна (2003).

## Юридична освіта
Освіта Львівський державний університет ім. І.Франка, юридичний факультет (1971); Москов. держ. ун-т ім. М.Ломоносова, психол. відд. ф-ту підвищення кваліфікації (1982); канд. дис. «Інформаційне забезпечення профілактики злочинів (за матеріалами Української РСР)» (1978); док. дис. «Використання спеціальних психологічних знань в радянському кримінальному процесі» (1990).

## Державно-політична діяльність
Народний депутат України 2-го склик. з 04.1994 (2-й тур) до 10.1996, Надвірнянський виб. окр. № 201, Івано-Фр. обл. Член групи «Державність». Голова підкомісії з правової політики і законодавчих передбачень Комісії з питань правової політики та судово-правової політики (з 04.1994), член Комісії з питань науки та народної освіти. На час виборів: Львів. держ. ун-т, декан юрид. ф-ту.

## Трудова біографія
- З 1965 — робітник будівельної бригади радгоспу «Надвірнянський»; лаборант Зарічанської 8-річної школи Надвірнянського району.
- 1971—1973 — консультант із судової роботи відділу юстиції Львівського облвиконкому.
- 1973—1994 — асистент, старший викладач, доцент кафедри кримінального права і процесу, професор кафедри теорії та історії держави і права, завідувач катедри психології філософського факультету, декан юридичного факультету Львівського державного університету імені Івана Франка.
- 1995—1997 — проректор з наукової роботи Української академії внутрішніх справ.
- 18 жовтня 1996-20 жовтня 2005 — суддя (від Верховної Ради України, 3 жовтня 1996[2]) Конституційного Суду України[3].

## Державно-громадська діяльність
Віце-президент Асоціації психологів України (1989—2005).
Член Конституційної Комісії від ВР України (11.1994-1996).

## Нагороди та почесні звання
- Заслужений юрист України (1996)[4].
- Орден «За заслуги» III ступеня (10.2002)[5], II ступеня  ст. (06.2008)[6]; I ступеня  ст. (05.2018)[7].

## Військові звання
- Генерал-майор (08.1997)[8].
- Генерал-лейтенант (08.1999)[9].

## Науковий доробок
Автор (співав.) понад 150 наук. праць, зокрема 16 монографій, підручників:
- «Судебно-психологическая экспертиза» (1987),
- «Введение в юридическую психологию: методологические и теоретические проблемы» (1990),
- «Використання спеціальних психологічних знань в кримінальному процесі» (1990),
- «Екологічна етика і психологія людини» (1992, співав.),
- «Основи держави і права» (1992, 1993, співав.),
- «Політологія» (1993, 1994, співав.),
- «Правознавство» (1994, співав.),
- «Правоведение» (1995, співав.),
- «Історія політико-правових вчень» (1995),
- «Юридична психологія» (1999, співав.),
- «Воєнно-юридична психологія» (1999, співав.),
- «Філософія права» (2000, відповід. ред.) та ін.

Володіє польською, німецькою мовами.